# 스티브 히트너

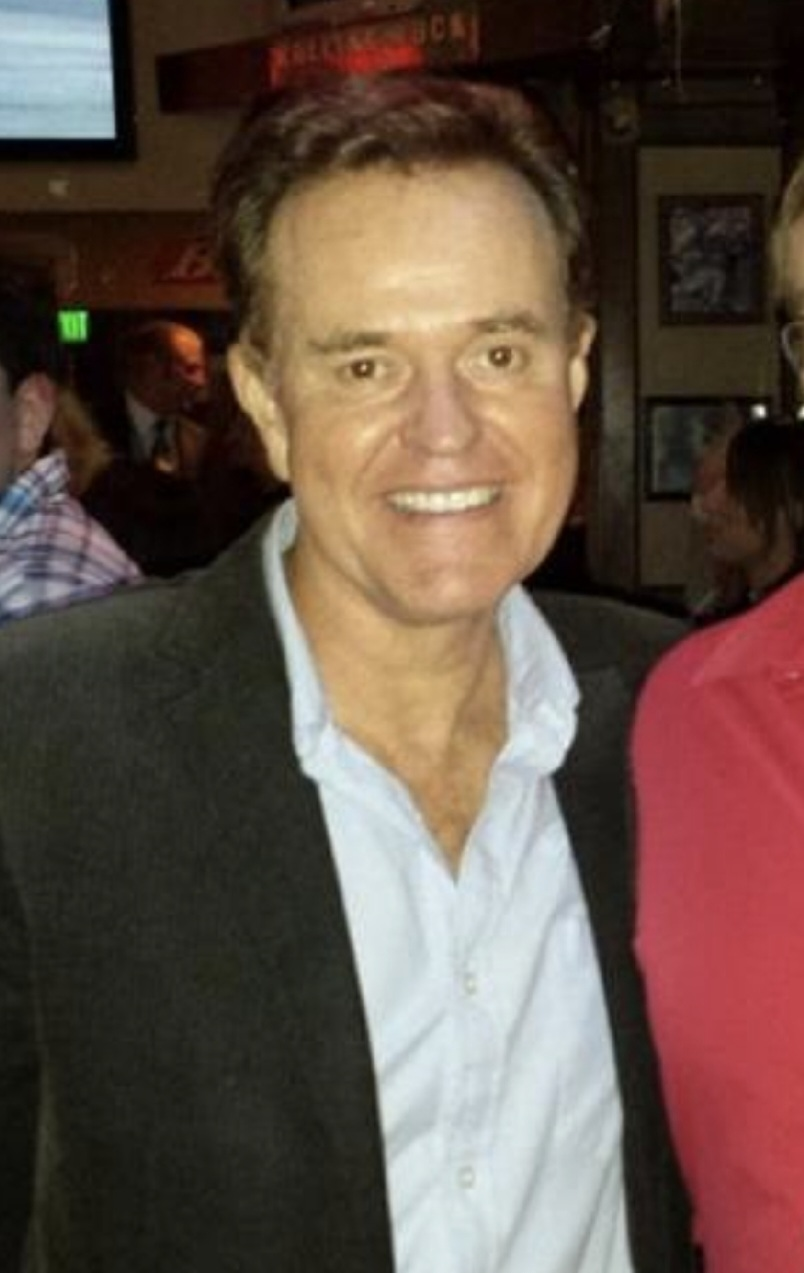
2013년 모습

스티브 하이트너(Steve Hytner, 1959년 9월 28일 ~ )는 미국의 배우이다.
미국에서 태어났다.

## 출연 작품

### 영화
- 결혼하는 남자 (1991)
- 사선에서 (1993)
- 미드나잇 런 - 제3탄 (1994, Midnight Run for Your Life)
- 쉐도우 (1994)
- 신의 전사 (1995)
- 페이스 오프 (1997)
- 신의 전사 2 (1998)
- 포스 오브 네이처 (1999)
- 신의 전사 3 (2000, The Prophecy 3: The Ascent)
- 에어 레이지 (2001)
- 헌티드 맨션 (2003) - 실버먼 씨 역
- 유로트립 (2004)
- 주니어 파일럿 (2005, Final Approach)
- 베가스의 총각파티 (2006, Bachelor Party Vegas)
- Soccer Mom (2008)
- 어바웃 피프티 (2011, About Fifty)

### 텔레비전
- 질풍의 블랙잭 (1991, The 100 Lives of Black Jack Savage)
- 사인펠드 (1994-98)
- Working (1997-99)
- 로즈웰 (1999-2000)
- 프렌즈 (2000)
- 킹 오브 퀸즈 (2002-03)
- 댓츠 소 레이븐 (2006-07)
- 헝 (2009)
- 두 남자와 1/2 (2009-10) - 솅크먼 박사 역
- 유쾌한 서니 (2009-10)